# Moro United Football Club
El Moro United Football Club és un club de futbol tanzà de la ciutat de Morogoro.